# ユードリナ
ユードリナ（学名：Eudorina）は、群体性の緑藻の1種であり、水田や湖沼などの淡水域に分布する。
多数の細胞（多くの場合32個）が寒天質の球体の中に配置している定数群体であり、個々の細胞はクラミドモナスによく似ている。それらが持つ2本の鞭毛を用いて遊泳する。形態は同じ緑藻類のボルボックス Volvox に似ているが、群体の直径はずっと小さく、群体を構成する細胞数も少ない。ボルボックスとは異なり、各細胞は離れて配置されており、また、すべての細胞が同じ形で、分化が見られない。このような特徴は同じ群体性緑藻であるパンドリナと共通するが、パンドリナでは細胞が互いにより集まっている点で区別できる。
その他の群体性緑藻との区別に関しては下表を参照。
| 名前         | 学名（属） | 和名             | 代表的な細胞数  | 特徴                             |
| ------------ | ---------- | ---------------- | --------------- | -------------------------------- |
| ゴニウム     | Gonium     | ヒラタヒゲマワリ | 8、16、32       | 細胞の配置は平面的               |
| パンドリナ   | Pandorina  | クワノミモ       | 8、16           | 細胞同士は密着する               |
| ユードリナ   | Eudorina   | タマヒゲマワリ   | 16、32          | 細胞同士は離れている             |
| プレオドリナ | Pleodorina | ヒゲマワリ       | 16、32、64、128 | 二種類の異なる大きさの細胞を含む |
| ボルボックス | Volvox     | オオヒゲマワリ   | 500〜           | 群体の中に娘群体ができる         |